# Neporazitelný: Návrat krále
Neporazitelný: Návrat krále (v anglickém originále Boyka: Undisputed IV) je americký akční snímek natočený v letech 2015 až 2016, avšak oficiálně zveřejněn byl až o rok později studiem Universal Pictures Home Entertainment. V pořadí se jedná už o čtvrtý snímek této filmové série. Hlavního protagonistu opět, jako v předchozích dvou dílech, ztvárnil Scott Adkins v roli Jurije Bojky (anglicky Yuri Boyka). Celé filmové dílo navazuje na předchozí díl pod názvem Neporazitelný: Vykoupení a nezaměřuje se jenom na bojové umění, jak tomu bylo v předchozích snímcích, ale také na duševní vývoj hlavní postavy. Natáčení proběhlo v Bulharsku, i když se děj odehrává na Ukrajině a v Rusku.

## Děj
Děj se odehrává několik měsíců po událostech předchozího snímku. Zápasník Jurij Bojka po útěku z ruského vězení utekl do Kyjeva na Ukrajinu. Tam se živí pololegálními zápasy, které mu domlouvá jeho manažer Kiril. Poté mu je nabídnuto, že se může dostat po zápasu do vyšší ligy, pokud porazí soupeře Viktora. Souboj tedy proběhne a Bojka svého protivníka při nemilosrdném boji omylem zabije. Jedná se o nehodu. Ten toho lituje a nastává v něm vnitřní boj, jestli to, co dělá, je správné. Začíná se více zajímat o svém zesnulém protivníkovi a zjistí, že má manželku jménem Alma, která žije ve městě Drovni (rusky Дровни) v Rusku. Bojka se rozhodne, že za ní pojede a Kiril mu obratem zařídí falešný pas. Problém nastává v tom, že Bojka je v Rusku hledaný, po svém bývalém útěku z vězení, jako zločinec a také ho zanedlouho čeká onen zápas, který je i vstupenkou do vyšší ligy v Budapešti.
Do města se dostane bez jakýchkoliv obtíží a snaží se kontaktovat Almu — vdovu Viktora. To se mu povede, ale ta pro jeho čin nemá pochopení a je odmítnut. Později zjistí, že Alma dluží nemalé peníze místnímu šéfovi jménem Zourab a je nucena pracovat jako servírka v jeho klubu, kde se konají bojové zápasy. Bojka chce Almě pomoci splatit dluh, a tak uzavře se Zourabem dohodu, že bude v klubu bojovat ve třech zápasech, přičemž musí porazit jeho šampióna. Za to Bojka žádá odpuštění jejího dluhu a taktéž její svobodu. 
Po prvním zápase, kdy Bojka svého soupeře porazí, si Alma uvědomuje, že chce opravdu pomoct a nechá ho u sebe trénovat v komunitním centru pro děti. Poté se odehrává druhý zápas se dvěma bratry, který končí Bojkovým vítězstvím. Během toho Bojka stále vnitřně bojuje sám se sebou a nemůže přestat litovat zápasu s Viktorem. Ve třetím zápase Bojka porazí Igora Kazmirova, což je Zourabův favorit. Bojka se chystá odejít s tím, že dluh je splacen a musí stihnout autobus, který ho odveze do Budapešti na zápas, který mu zajistí vyšší ligu. Zourab však lhal o tom, že Igor je jeho šampión, a proto chce po Bojkovi, aby se utkal s dalším bojovníkem. Tím je nebezpečný trestanec Košmar. Bojka se rozzuří, avšak zápas přijímá, neboť Zourab trvá na tom, že jinak dluh Almě nesmaže. Přitom všem Bojkovi ujíždí autobus do Budapešti a poslední spoj odjíždí v deset hodin večer. Bojka se chce tedy utkat hned, aby jej mohl stihnout.
Košmar je oproti Bojkovi obrovský, zuřivý a neúprosný zápasník a Zourab je přesvědčen, že ho Bojka nemůže nikdy porazit. Chvílemi to vypadá, že je Bojka proti Košmarovi bezmocný, avšak pohled na Almu mu dodává sílu bojovat dál. Nakonec Bojka Košmara skutečně porazí. Zhrzený Zourab se nemůže s výsledkem smířit a bere si Almu jako rukojmí a svým stoupencům nařizuje Bojku zabít. Ty Bojka vyřídí, ale je přitom postřelen. Zraněný se vydává zachránit Almu, kterou chce Zourab zabít. Bojka se však na Zouraba vrhne a udusí ho k smrti. Během toho je zasažen nábojnicí do břicha. Alma se snaží zastavit krvácení a Bojka, upadající do bezvědomí, se ptá, zda mu může odpustit smrt jejího manžela. Alma se zdráhá odpovědět a jejich dialog je nakonec narušen příjezdem policie, která Bojku zatkne. Zároveň Bojkovi odjíždí jeho poslední autobus do Budapešti. 
Bojka je nakonec ošetřen a opět se ocitne v ruské věznici. O šest měsíců později ho Alma navštíví, aby mu řekla, že mu odpouští a on jí poděkuje. Bojkův příběh končí tím, že nadále bojuje ve vězení a splnil si tak sen být nejlepším zápasníkem na světě.

### Role
| Herec/Herečka       | Role             |
| ------------------- | ---------------- |
| Scott Adkins        | Jurij Bojka      |
| Teodora Duhovnikova | Alma             |
| Emilien De Falco    | Viktor           |
| Paul Chahidi        | Kiril            |
| Alon Abutbul        | Zourab           |
| Vladimir Mihaylov   | Pravoslavný kněz |
| Martyn Ford         | Košmar           |
| Valentin Ganev      | Markov           |
| Tim Man             | Ozerov ml.       |
| Bashar Rahal        | Manažer ligy     |